# Turkaweczka czarnogardła
Turkaweczka czarnogardła, gołąbek czarnogardły (Oena capensis) – gatunek ptaka z rodziny gołębiowatych (Columbidae). Jest malutkim gołąbkiem wielkości dużego wróbla z długim ogonem i charakterystyczna czarną maską. Zamieszkuje półpustynie Afryki, Madagaskar i Półwysep Arabski. Żywi się nasionami. Nie jest gatunkiem zagrożonym.

## Opis
Turkaweczka czarnogardła jest jedynym gatunkiem rodzaju Oena. Gołąbek ten występuje w dwóch podgatunkach: Oena capensis aliena (Linnaeus, 1766), oraz Oena capensis capensis (Bangs, 1918).
Jest malutkim gołębiem, wielkości podobnej do papużki falistej. Długość ciała osiąga zazwyczaj 23 cm, rozpiętość skrzydeł 28–33 cm, a masa 40 g. Ma bardzo długi czarny, spiczasty ogon, na który przypada 13 cm długości ciała. U nasady ogona widać trzy pasy, biały i dwa czarne. Upierzenie jest w przewadze szare, z wyjątkiem białego spodu ciała i kasztanowych podstaw lotek, które są widoczne w locie. Wierzch ciała może mieć brązowy nalot. Nogi są czerwone. Dorosły samiec posiada czarną plamę przechodzącą z twarzy, przez szyję do piersi, oraz pomarańczowo-żółty dziób z czerwoną nasadą, na skrzydłach występuje metalicznie granatowa plama. Samice ubarwione są mniej kontrastowo bez czarnej maski, a ich dzioby są koloru ciemnego rogu. Młode ptaki przypominają samice, lecz są ciemniejsze, posiadają też liczne prążki i plamki.
Gruchanie tych gołębi jest ciche i smutne, składa się z krótkich, wielokrotnie powtarzanych „ku-kuu” z przeciągnięciem i nieco wyższym tonem drugiej sylaby.
Gatunek nie jest towarzyski, występuje pojedynczo lub parami, choć mogą one tworzyć większe stada przy oczkach wodnych.

## Występowanie i siedlisko
Ojczyzną turkaweczek czarnogardłych jest środkowa Afryka, skąd zaczęły się rozprzestrzeniać. Podgatunek Oena capensis aliena zamieszkuje Madagaskar, a Oena capensis capensis występuje od Maroka i Sudanu po południową Afrykę i południową część Arabii Saudyjskiej. Gołąbek zasiedla tereny otwarte, pustynne i półpustynne, porośnięte krzewami i akacją.
Komisja Faunistyczna Sekcji Ornitologicznej Polskiego Towarzystwa Zoologicznego wymienia turkaweczkę czarnogardłą na liście gatunków stwierdzonych w Polsce, lecz nie zaliczonych do awifauny krajowej (kategoria E w klasyfikacji AERC – pojaw nienaturalny).

## Pożywienie
Gatunek jest dość naziemny i zazwyczaj żeruje na otwartym terenie. Jego pożywienie stanowią prawie wyłącznie nasiona trawy, turzyc i chwastów.

## Rozród
Termin lęgów jest uzależniony między innymi od ilości pokarmu. Podczas godów samiec ściga samicę i wykonuje przed nią skłon, wydając głos brzmiący jak „kuk” i rozpościerając ogon. Gniazdo budują w zaroślach, bardzo nisko, nawet na wys. 0,5 m nad ziemią. Na niektórych obszarach gatunek ten staje się synantropijny i gniazda powstają w parkach lub wśród osiedli. Samica składa zwykle 2 jaja o grubej, matowej skorupce, które wysiaduje przez 14–16 dni. Po ok. 12 dniach od wyklucia się młode wyfruwają z gniazda. Po 22 dniach na głowach samców pojawia się czarny rysunek, a po 7 tygodniach również na piersi. Kompletne upierzenie ptaki osiągają po upływie pół roku.

## Status i ochrona
Wielkość populacji nie została określona liczbowo, jednak gołąbki te występują dość pospolicie i nie uważa się, aby ich liczebność była bliska progu zagrożenia. Od 1984 do 2005 r. zostało zarejestrowanych 158 149 dzikich osobników w bazie Światowego Centrum Monitoringu Ochrony (UNEP-WCMC CITES Trade Database). Gatunek ma bardzo duży zasięg występowania i ciągle go powiększa, dlatego trend zmian ich liczebności jest określany jako wzrastający. Z tych powodów turkaweczka czarnogardła jest oceniana przez IUCN jako gatunek najmniejszej troski (LC – Least Concern).